# Anni 550 a.C.
Gli anni 550 a.C. sono il decennio che comprende gli anni dal 559 a.C. al 550 a.C. inclusi.

## Eventi, invenzioni e scoperte
- Il popolo dei Persiani, guidato dal re Ciro il Grande, sottomise i Medi.
- Massimo sviluppo della civiltà etrusca.
- Alleanza tra Etruschi e Cartaginesi.

## Nati
- Wu Zixu, militare e politico cinese († 484 a.C.)558 a.C.
- Bimbisāra, sovrano († 491 a.C.)556 a.C.
- Simonide, poeta greco antico († 468 a.C.)553 a.C.
- Itoku, imperatore giapponese († 477 a.C.)551 a.C.
- 28 settembre - Confucio, filosofo cinese († 479 a.C.)550 a.C.
- Atossa, principessa persiana († 475 a.C.)
- Dario I di Persia, re persiano († 486 a.C.)
- Ecateo di Mileto, geografo e storico greco antico († 476 a.C.)

## Morti
- Cambise I di Persia, re persiano (n. 600 a.C.)558 a.C.
- Solone, politico, giurista e poeta ateniese (n. 638 a.C.)550 a.C.
- Arcesilao II di Cirene, sovrano
- Argantonio, sovrano (n. 670 a.C.)